# Prajutch Čan-Oča
Prajutch Čan-Oča (thajsky ประยุทธ์ จันทร์โอชา, * 21. března 1954 Provincie Nakhon Ratčasima) je thajský politik, bývalý důstojník Královské thajské armády a vůdce Národní rady pro mír a pořádek, vojenské junty vládnoucí Thajsku v letech 2014–2019. Již od převratu v roce 2014 je thajským premiérem, od srpna 2019 vykonává i funkci ministra obrany.

## Život

### Studium a armádní kariéra
Narodil se do vojenské rodiny v severovýchodní thajské provincii Nakhon Ratčasima. Studoval na různých domácích vojenských akademiích. Po absolvování sloužil v prestižním 21. pěším pluku, známém jako „Královnina garda“ a posléze se stal jeho velitelem. V thajské armádě postupně dosáhl vysokých hodností, v roce 2003 se stal velitelem divize a v roce 2006 byl povýšen na generálmajora.
Po armádním puči v roce 2006, který odstavil od moci premiéra Tchaksina Šinavatru, byl díky podpoře generála Anuphonga Phaochindy znovu povýšen a stal se členem dočasného parlamentu, který fungoval až do konce roku 2007. Jeho oddanost vůči Phaochindovi postupně přerostla v partnerství a společně vytvořili skupinu vojenských vůdců známou jako „Východní tygři“. V říjnu 2009 se Čan-Oča stal náčelníkem štábu armády.
V období turbulentních událostí roku 2010 (masových protestů tzv. hnutí červených košil, stoupenců bývalého premiéra Šinavatry, proti premiérovi Apchisitovi Vedžadžívovi, vyhlášení výjimečného stavu a následného krvavého potlačení povstání) byl hlavním zastáncem použití síly proti demonstrantům. K 1. říjnu 2010 jej král Pchúmipchon Adunjadét jmenoval vrchním velitelem armády.
V roce 2011 výrazně zasáhl do politiky, když armáda pod jeho vedením nepřímo vyzvala občany, aby hlasovali proti Jinglak Šinavatrové, sestře svrhnutého premiéra Šinavatry.

### Po převratu v roce 2014
V listopadu 2013 vypukly protesty za odstoupení vlády Jinglak Šinavatrové, přičemž Čan-Oča se z pozice velitele armády zpočátku vyjádřil zamítavě vůči možnému příklonu armády k některé ze soupeřících stran. Demonstrace pokračovaly i po prosincovém rozpuštění parlamentu, nasazení armády v lednu 2014 a vyhlášení výjimečného stavu, a zeslábly až krátce před konáním únorových předčasných voleb. Politická krize pak pokračovala anulací voleb, obnovením protestů a rozhodnutím ústavního soudu o ukončení vlády dosavadní premiérky. V této situaci vystoupila nečekaně v květnu 2014 armáda pod vedením generála Čan-Očy: zavedla v zemi stanné právo a cenzuru, prakticky ihned nato ohlásila státní převrat, zrušila ústavu, zadržela bývalou premiérku a samotný vůdce převratu Čan-Oča byl ještě téhož měsíce králem Pchúmipchonem Adundétem formálně jmenován do čela vládní vojenské rady.
Vládnoucí vojenská junta vydala v červenci 2014 prozatímní ústavu, která Čan-Oču zprostila odpovědnosti za převrat a vytvořila dočasný zákonodárný sbor. Ten Čan-Oču v srpnu jmenoval thajským premiérem; parlament jej schválil coby jediného kandidáta. Do svého kabinetu pak nominoval významnou část armádních generálů a vládnoucí juntě zajistil velmi široké pravomoci. V lednu 2016 opustil funkci šéfa armády, nicméně v srpnu 2016 docílil přijetí nové ústavy, součástí které bylo další posílení pozice junty pod jeho vedením (zejména vágní článek 44, poskytující možnost zasahovat prakticky proti jakékoli potenciálně škodlivé činnosti).
V částečně netransparentních parlamentních volbách v roce 2019 kandidoval Čan-Oča za svou stranu Síla lidového státu a stal se znovu premiérem, když porazil opoziční Stranu Thajců. V roce 2020 se v hlavním městě Bangkoku konaly mnohaměsíční protivládní protesty za reformu monarchie a odstoupení Čan-Oči z pozice předsedy vlády.

## Vyznamenání
Čan-Oča je nositelem mnoha thajských vyznamenání, včetně vojenského Řádu Rámy (V. třída, Rámova medaile za statečnost v boji) a nejvyššího stupně (speciální třídy) Řádu bílého slona.

## Kontroverze
Thajský režim pod vedením Čan-Oči bývá spojován s omezováním občanských svobod, disentu a svobody médií. Vláda se dlouhodobě snaží také o reformu záležitostí souvisejících s buddhismem. Mediální pozornost vyvolala jeho široce vysílaná hudební balada o návratu štěstí do Thajska, kterou zveřejnil krátce po jmenování do čela státu v červnu 2014 a také vlastní papírová maketa, kterou v lednu 2018 postavil před novináře s odkazem, aby své otázky směřovali na ni.